# 대한민국 국가청소년위원회
대한민국 국가청소년위원회(大韓民國國家靑少年委員會, Government Youth Commission, GYC)는 대한민국의 옛 중앙행정기관이다. 국무총리 소속의 기관으로, 2006년 3월 30일에 국무총리실 산하 청소년위원회에서 이름을 바꾸었다. 2008년 2월 29일 정부조직법 개정에 따라 보건복지가족부로 흡수되어, 보건복지가족부 아동청소년정책실로 명칭이 바뀌었다.

## 주요 기능
국가청소년위원회(현 여성가족부)에서 밝히고 있는 주요 기능은 다음과 같다.
- 청소년 육성, 활동, 복지, 보호 등 청소년에 관한 사무의 효율적 수행
- 청소년정책에 관한 기본계획의 수립, 시행
- 청소년의 참여 활성화 및 권익 보호, 증진
- 청소년 수련활동의 활성화
- 청소년의 복지 및 복지시설에 대한 지원 및 운영
- 청소년 상담 및 선도, 보호
- 청소년 유해환경, 유해매체에 대한 조사 및 연구, 규제
- 청소년 유해매체, 업소, 약물, 물건으로부터의 청소년 보호 및 예방
- 청소년의 성보호 및 성범죄 피해 청소년의 재활 지원
- 각종 유해환경 및 유해행위에 대한 신고 접수 및 처리
- 청소년과 관련된 사항에 관한 대국민 홍보 및 관련단체, 시민운동 지원

## 연혁
- 1997년 7월 - 청소년보호법의 제정·시행과 함께 청소년보호위원회가 문화체육부에 설치.
- 1998년 2월 - 조직개편에 따라 문화체육부 청소년보호위원회는 국무총리 소속으로 변경, 청소년국은 문화관광부 소속으로 개편
- 2005년 4월 27일 - 문화관광부 청소년국과 청소년보호위원회를 통합하여 국무총리 청소년위원회가 탄생.
- 2006년 3월 30일 - 국가청소년위원회로 명칭을 변경.
- 2008년 2월 29일 - 보건복지가족부 산하 청소년보호위원회로 개편.
- 2010년 3월 - 조직개편에 따라 여성가족부로 이관 여성가족부 산하 청소년보호위원회로 개편.

## 산하 기관
- 한국청소년진흥센터

- [청소년리포터]
- 한국청소년단체협의회
- 한국청소년개발원
- 한국청소년상담원
- 국립중앙청소년수련원
- 국립평창청소년수련원
- 무지개청소년센터
- 청소년방과후아카데미지원센터
- 청소년특별회의

## 같이 보기
- 여성가족부
- 한국청소년상담원
- 청소년사이버상담센터
- 청소년상담사
- 청소년증